# پارک ملی راگو
پارک ملی راگو (نروژی: Rago nasjonalpark) یک پارک ملی در شهر سرفولد در منطقه نوردلاند، نروژ است. ۱۷۱ کیلومتر مربع (۶۶ مایل مربع) مسیر جاده ئی۰۶ اروپا و حدود ۱۰ کیلومتر (۶٫۲ مایل) از این پارک از در شمال شرقی روستای اشترامین واقع شده‌است. این پارک در ۲۲ ژانویه ۱۹۷۱ تأسیس شد.
راگو با پارک ملی پادژلانتا سوئد هم‌مرز است، که آن نیز به نوبه خود با دو پارک دیگر هم‌مرز است و ترکیب کل زمین‌های محافظت شده در کل حدود ۵٬۴۰۰ کیلومتر مربع (۲٬۱۰۰ مایل مربع) است و یکی از بزرگترین مناطق حفاظت شده در اروپا را ایجاد می‌کند.
دریاچه‌های Storskogvatnet و Litlverivatnet در پارک واقع شده‌اند. یخچال‌های طبیعی متعددی در قسمت جنوب شرقی پارک وجود دارد. پارک ملی راگو به دلیل عدم وجود خاک‌های فقیر و آب و هوای سخت، از گیاهان متنوعی برخوردار نیست. مناطق جنگلی بیشتر از کاج تشکیل شده‌است. بسیاری از گیاهان آلپی در میان درختان رشد می‌کنند.
طیف گسترده‌ای از حیوانات و پرندگان نیز در این پارک وجود ندارد. موس به همراه گوزن‌های شمالی نیمه اهلی در پارک زندگی می‌کنند. همچنین ولورینهایی در پارک وجود دارند. باقرقره بید و عقاب طلایی اغلب در پارک دیده می‌شوند.

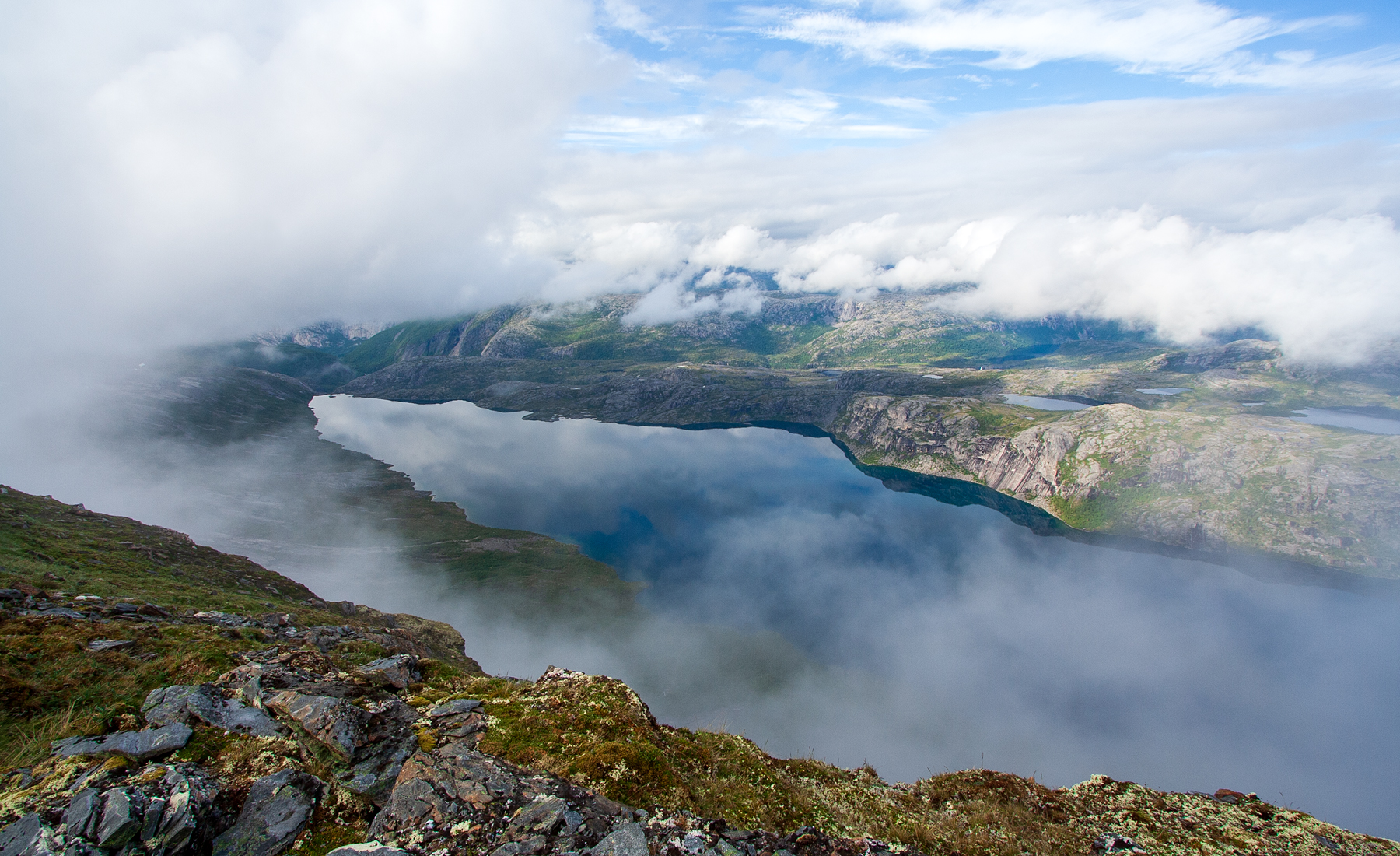
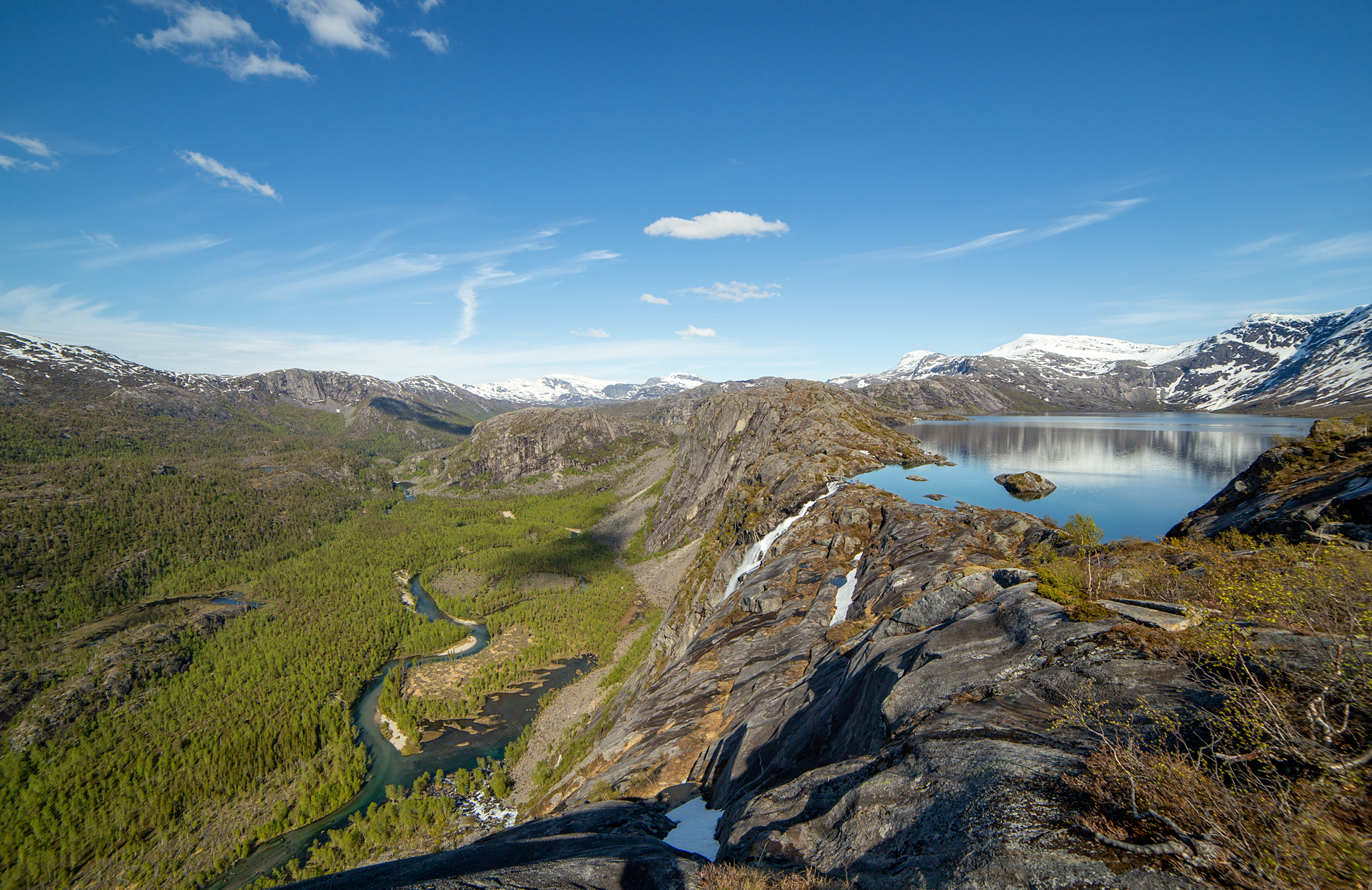
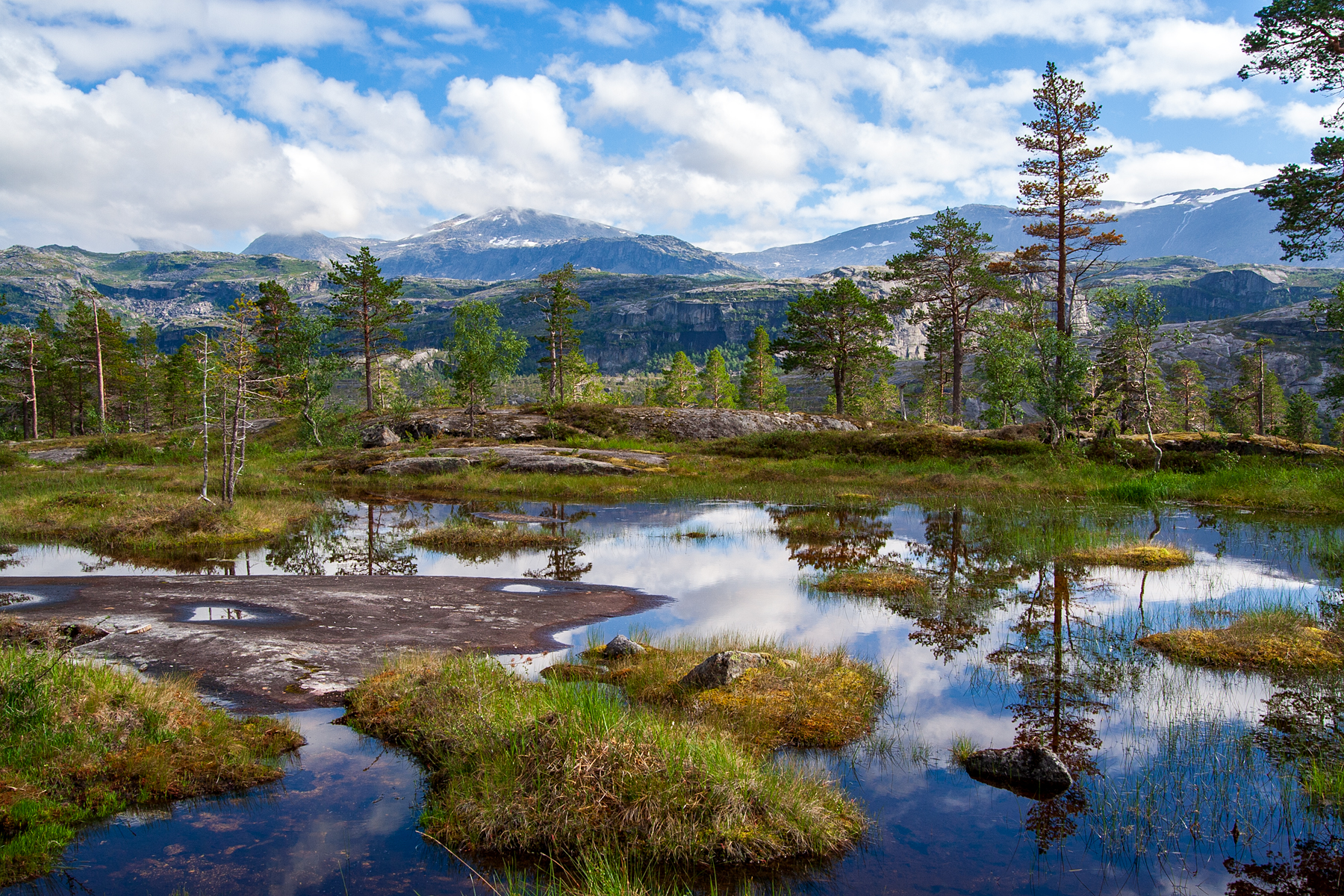

## نام
نام این پارک شکل کوتاه از نام سامی Rágojiegna است. عنصر اول مورد بنیادی ráhko است که به معنی "سورتمه برای قطب" است و عنصر آخر آن جیجنا است که به معنای " یخچال طبیعی " است.